# António Luís Gonçalves da Câmara Coutinho

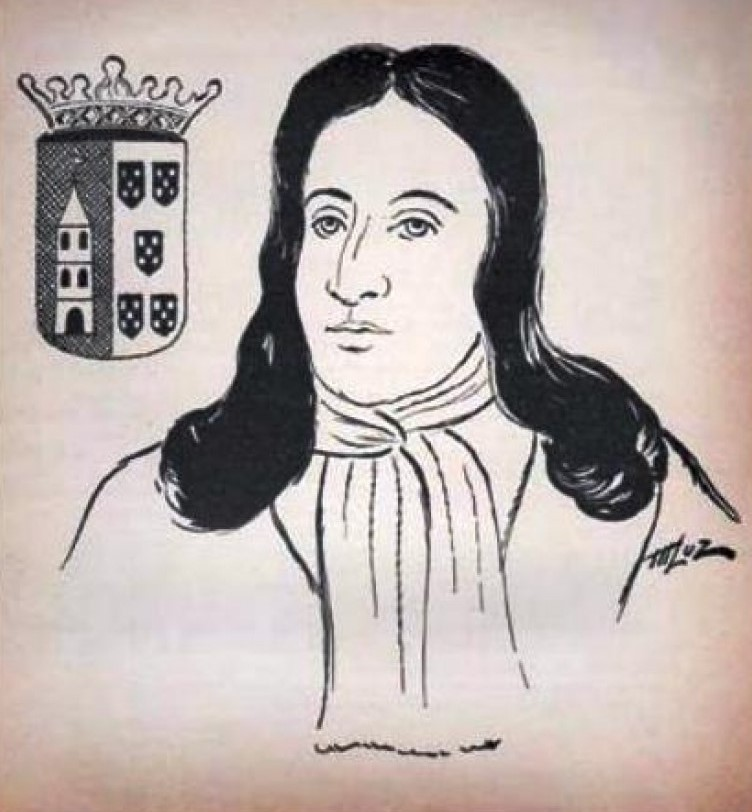

António Luís Gonçalves da Câmara Coutinho (Portugal, 1638 — Bahia, 1702) foi um administrador colonial português na Índia e no Brasil. Foi o 29.º Governador do Estado do Brasil, 35.º Vice-Rei da Índia e 60.º Governador-Geral da Índia.

## Biografia
Por renúncia de seu padrasto Francisco de Faria – segundo marido da sua mãe, mas antes, possivelmente, seu primo – e “mercê del Rey”, era almotacé-mor do reino. Título esse confirmado por carta régia de 8 de janeiro de 1671, e que o garantia entre os primeiros nobres da corte.
Herdou a Capitania do Espírito Santo, que vendeu em 1674.
Em 1689 toma a direcção da Capitania de Pernambuco.
Nomeado como o 29.º Governador do Estado do Brasil de 1690 a 1694, introduziu novos cultivos, como o da canela e o da pimenta da Índia, além de ter combatido os quilombos. Na colônia, viu-se cercado da penúria e miséria que assolavam-na.
Entre 1698 e 1701, foi o 35.º Vice-Rei da Índia e 60.º Governador-Geral da Índia. Retornou à Bahia, onde viria a falecer em 1702.
Tendo casa em Lisboa, na Rua da Inquisição, nela resideria apenas em 1696, na companhia dos seus três filhos, que o acompanhariam nas suas permanências no Ultramar. Viveria também com a sua família Luís Ferreira de Noronha, capitão da sua guarda, que em 1701 seria seu secretário do Estado da Índia, mais seis criados e cinco escravos.

## Personalidade
Domingos do Loreto Couto, presbítero e historiador, na sua obra Desagravos do Brasil e Glórias de Pernambuco, descreveu a personalidade de António Luís Gonçalves da Câmara Coutinho: "Todos estes lugares governou com notável desinteresse, virtude que praticou durante toda a sua vida, que acabou vindo da Índia, e lograria maiores aplausos dos seus governos, se não acompanhara a sua retidão, um impulso violento, que sendo talvez para rústicos necessário; para ânimos nobres é inútil. A severidade do seu génio o levava em processos, a começar primeiro pela execução, que pelas provas."

## Registros sobre o Brasil
É autor de uma conhecida carta ao rei de Portugal, Dom Pedro II, onde afirma:
"Considerando eu a miséria e a penúria a que todo este Estado do Brasil se vai, ou esteja reduzido, me parece não satisfaria a minha obrigação e ao zelo do servidor de Vossa Majestade e bem destes povos se não representasse, como por este papel faço a Vossa Majestade, a urgente opressão em que de presente se acham esta e as demais praças deste Estado."
Em seu entendimento, eram três as razões da penúria:
- "A primeira é a grande perda que teve e sentiu no abatimento do dinheiro serrilhado." Havia carência de moeda, "aquele nervo vital do corpo politico ou o sangue dele que, derivando-se e correndo pelas veias deste corpo, o anima e lhe dá forças."
- A segunda, na baixa do preço do açúcar, "porque como pelo abatimento dos açúcares neste reino é gastos nos fretes, comboio e mais direitos, apenas se tira lá o preço que aqui se dá por eles, tem mais conta aos que trazem fazendas que são muitos levar dinheiro do que açúcar."
- E a terceira era o déficit na balança de pagamentos, "de se levar a moeda deste Estado para o reino…"

A esse respeito o Padre Antônio Vieira, quase nonagenário, na Bahia, escreveu em 5 de julho de 1692 ao Marquês das Minas carta em que diz do desespero e cólera dos que sentiam a espoliação sobre a moeda:
"A maior e mais considerável perda, posto que se não considera, é a dos corações. Estes navios, de que hoje temos no porto da Bahia 31, antigamente eram frotas de mercadores, que vinham comerciar, hoje são armadas de inimigos e piratas, que vêm saquear o Brasil porque antigamente traziam dinheiro e levavam drogas, e muitos anos a esta parte levam as drogas e mais o dinheiro."
O remédio considerado foi introduzir moeda provincial como na Índia, privativa do estado, proposto pelo governador, almotacé-mor Luís da Câmara Coutinho, o que se veio a executar em 1694.
Este governador também escreveu ao soberano, em 19 de julho de 1692 sobre as extorsões que cometera Francisco Dias de Siqueira nas aldeias de índios reduzidos no Maranhão:
"Os paulistas saem de sua terra e deitam várias tropas por todo o sertão e nenhum outro intento levam mais que cativarem o gentio da língua geral, que são os que já estão domesticados, e não se ocupam do gentio de corso porque lhes não servem para nada; assim que o intento destes homens não é o serviço de Deus nem o de Vossa Majestade e com pretextos falsos, passam de uns governos para outros e se lhes não fazem mostrar as Ordens que levam. Enganam aos governadores, como este capitão Francisco Dias de Siqueira fez ao governador do Maranhão Antônio de Albuquerque Coelho de Carvalho, dizendo-lhe que ia a descobrir aquele sertão por minha ordem, que tal não houve nem tal homem conheço, e com este engano pedem mantimentos, armas e socorro e depois com elas vão conquistar o gentio manso das aldeias e o gado dos currais dos moradores. Com que estes homens são uns ladrões destes sertões e é impossivel o remédio de os castigar, porque se os colherem, mereciam fazer-se neles uma tal demonstração que ficasse por exemplo para se não atreverem a fazer os desmandos que fazem. Assim que me parece inútil persuadi-los a que façam serviço a Vossa Majestade porque são incapazes e vassalos que Vossa Majestade tem rebeldes, assim em São Paulo, onde são moradores, como no sertão, donde vivem o mais do tempo; e nenhuma Oodem do governo geral guardam, nem as leis de Vossa Majestade."
Escreveu mais em 15 de junho de 1693:
"O Brasil até agora esteve muito mal e de presente fica com a candeia na mão e com poucas ou nenhumas esperanças de remédio, porquanto enquanto teve sangue deu o que tinha, agora tem perdido as forças e as esperanças, porque lhe falta a moeda, que é o essencial com que todos os pagamentos estão parados, o açúcar nos trapiches, sem haver quem os compre, os senhores deles como devem mais do que têm não os podem manear e cada um chora ou não sabe porque. Ou se há de usar dos novelos de Maranhão ou das macutas de Angola."
Antônio Vieira na mesma época escrevera ao Duque de Cadaval: "O remédio e não pode haver outro, é o da moeda provincial com tal preço extrínseco que nem os de fora nem para os de dentro tenha conta a saca dela."
O povo da Bahia, o Governador do Rio de Janeiro, o provedor da Fazenda em Pernambuco, o governador-geral refletiam sentimentos unânimes e opiniões idênticas, e a corte cedeu pela lei de 8 de março de 1694, que fundou a Casa da Moeda da Bahia e desde o princípio reconheceu a necessidade de uma moeda provincial.
Segundo Angelo Alves Carrara da Universidade Federal de Juiz de Fora, em 1691 Antônio Luís Gonçalves da Câmara Coutinho assumiu o governo geral, que sob muitos aspectos imprimiu uma ação reformadora generalizada. No ano seguinte, (…) repetia que os dízimos que ficaram por cobrar dos contratadores resultavam de que uns quebraram e outros morreram. Por outro lado, os dízimos de 1692-1693 não chegariam para os filhos da folha, "e não é possível pagarem-se deles as dívidas passadas". E arrematava: "consolam-se já os credores com que Vossa Majestade lhes mande pagar das dívidas que se vão cobrando desta consignação".
Uma lenta mas firme reação (financeira) parece ter-se iniciado em 1693. Em julho desse ano os vereadores fizeram coro aos argumentos apresentados por Câmara Coutinho sobre a baixa da moeda em julho de 1692. Os oficiais da Câmara de Salvador chegaram mesmo a declarar: "a pedra mais fina da de Vossa Majestade nos parece ser este Estado".

## Dados genealógicos
Filho de:
- Ambrósio de Aguiar Coutinho, donatário da capitania do Espírito Santo[1], e de D. Filipa de Menezes filha de Lourenço de Sousa da Silva, comendador de S. Tiago de Beduido e D. Luisa de Menezes.

Casado em 1674 com:
- Dona Constança de Portugal, em 1674, filha de Luís da Silva Telo de Meneses, 2.º Conde de Aveiras e de D. Joana Inês de Portugal, senhora do morgado de Vale de Palma.[1]

Tiveram 3 filhos:
- João Gonçalves da Camara Coutinho, capitão de infantaria na Bahia,[2] comendador de Santiago de Bonfe ou Ronfe, de S. Miguel de Bobadela e São Salvador de Maiorca,[7] nascido a 7 de Maio de 1675. Casado, a 19 de Maio de 1698, com D. Luísa de Menezes, Dama do Paço, filha de D. Lourenço de Almada, 12º senhor dos Lagares d' El-Rei, 7º senhor de Pombalinho, e de D. Catarina Henriques, Dama do Paço. Com o casamento, torna-se fidalgo escudeiro da Casa Real.[2]
- Pedro Gonçalves da Camara. Serviu nas armadas e na Guerra da Sucessão, como coronel de cavalaria e ajudante general.[2]
- Luís Gonçalves da Camara[2] casado com Maria Coelho.